# Lipiny Dolne
Lipiny Dolne is een plaats in het Poolse district  Biłgorajski, woiwodschap Lublin. De plaats maakt deel uit van de gemeente Potok Górny en telt 1.120 inwoners.